# Врх (Шмарє-при-Єлшах)
Врх (словен. Vrh) — поселення в общині Шмарє-при-Єлшах, Савинський регіон, Словенія. 
Висота над рівнем моря: 363,5 м.